# In the Back of My Mind
Az In The Back Of My Mind a Beach Boys dala, Brian Wilson és Mike Love szerzeménye, amely a zenekar 1965-ös The Beach Boys Today! albumán jelent meg. A szólóvokált Dennis Wilson énekli, s a Beach Boys történetében ritka módon nem kíséri őt háttérvokál.
A dal elsősorban lenyűgöző hangszerelése miatt érdemel említést: noha Brian Wilson korábban is használt már vonós és fúvós hangszereket dalaiban, az "In The Back Of My Mind" esetében alkalmazta először azt a fajta kibogozhatatlanul komplex szimfonikus hangzást, amely aztán a Pet Sounds album védjegye lett. Érdemes azt is megemlíteni, hogy Wilson jóval megelőzte a Beatlest a nagyzenekari hangszerelések tekintetében (a Beatles részben éppen a Beach Boys hatására vont be szimfonikus hangszereket zenéjébe 1966-67-ben).
A szám Brian Wilson bizonytalan érzéseit és jövővel kapcsolatos félelmeit szólaltatja meg megkapóan érzelmes módon: 1965-ben még kevesen tárulkoztak ki ilyen nyíltan egy popdalban.

## Zenészek
- Dennis Wilson – szóló vokál
- Hal Blaine – ütőhangszerek
- Steve Douglas – tenorszaxofon
- Plas Johnson – tenorszaxofon
- Carol Kaye – basszus gitar
- Jay Migliori – baritonszaxofon
- Bill Pitman – gitar
- Don Randi – orgona
- Billy Lee Riley – harmonika
- Leon Russell – elektromos zongora
- Billy Strange – gitar
- Tommy Tedesco – autoharp
- Julius Wechter – vibrafon
- Brian Wilson – vokál
- Carl Wilson – gitar, vokál